# ДГКу

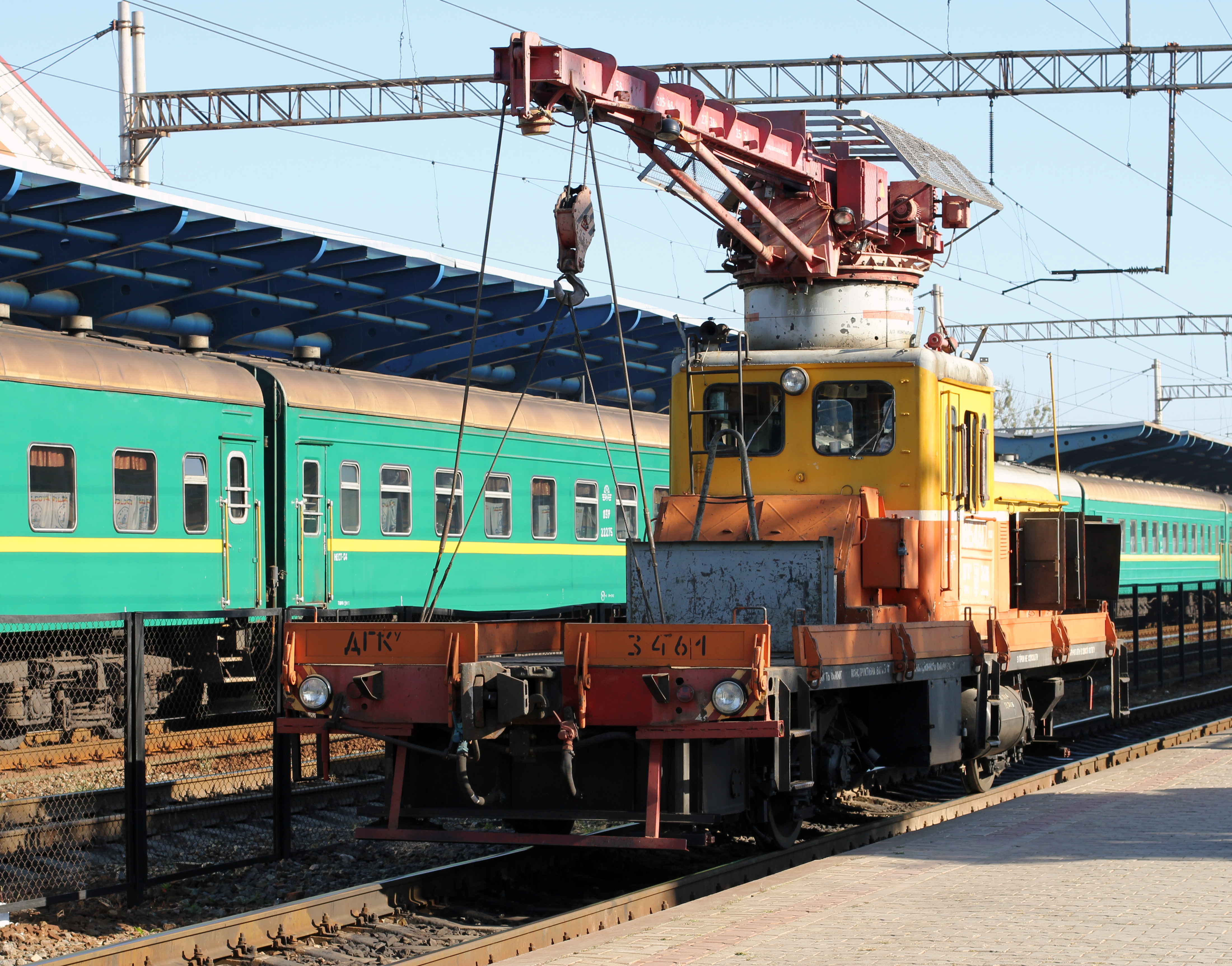
ДГКу-3461 на ст.Вінниця

ДГКу (Автодрезина вантажна) — призначена для вантажно-розвантажувальних робіт і перевезення вантажів при поточному утриманні і ремонті залізничної колії, а також перевезення робочих бригад з інструментом до місця ремонтно-колійних робіт. Автодрезина може бути використана для живлення електроенергією споживачів сумарною потужністю до 30 кВт.
Автодрезини обладнані поворотним вантажопідйомним краном консольного типу. Привід крана — електромеханічний. Вантажопідйомність ДГКу від 1,7 до 3,5 т (для ДГКу-5 від 2 до 5 т) залежно від вильоту. Для пересування дрезини використовується гідромеханічна коробка передач, що дозволяє плавно розганяти і пересуватися на малих швидкостях. Як силова установка використаний дизель У2Д6-250ТК-С4 потужністю 250 к.с. Генератор типу ЕСС-5-91-4 01У2 потужністю 50 кВт змінного струму, служить для живлення механізмів крана, а так само іншого обладнання дрезини. Другий генератор постійного струму, встановлений на дрезинах, служить для живлення електроенергією електромагніту вантажопідйомністю 250 кг. Конструктивна швидкість ДГКу 85 км/год (ДГКу-5 — 100 км/год), маса 35 т (31 т).
Серійно модернізована дрезина ДГКу — 5 випускалася Тихорєцькій машинобудівний заводом важких шляхових машин з 1975 року.
ДГКу — 5 виготовлялася в експортному виконанні в габариті 02-Т і краном вантажопідйомністю 4 т.

## Технічні характеристики
- Ширина колії — 1520/1435 мм
- Габарит — 1-Т
- Колісна формула - 0–2–0
- Маса в робочому стані, т — 29 +/- 0,9 т

- Габаритні розміри:
  - База колісна	6 ± 0,02 м
  - Довжина по осям автозчеплення - 12,580 ± 0,015 м
  - Ширина - 3,170 +/- 0,008 м
  - Высота - 5,250 +/- 0,030 м
  - Вантажопідйомність платформи не більше - 6 т

- Характеристики крану:
- Тип - консольний
- Тип привода - електромеханічний
- Максимальна висота підйому -	3,86–4,00 м
- Максимальна вантажопідйомність - 3,5–5 т